# Велесюк, Антон Дмитриевич
Антон Дмитриевич Велесюк (бел. Антон Дзмітрыевіч Велясюк; род. 7 апреля 2003, Сморгонь, Гродненская область) — белорусский футболист, вратарь клуба «Сморгонь».

## Карьера
Воспитанник футбольной академии солигорского «Шахтёра». В начале 2021 года футболист перешёл в «Сморгонь», где стал выступать за дублирующий состав, также попав в заявку основной команды клуба. В 2022 году стал тренироваться с основной командой клуба в роли резервного вратаря. Дебютировал за клуб 28 мая 2022 года в матче Кубка Беларуси против клуба «Щучин». Свой дебютный матч в Первой лиге сыграл 12 ноября 2022 года против пинской «Волны». По итогу сезона вместе с клубом стал серебряным призёром чемпионата.
Новый сезон футболист начинал как резервный вратарь. Дебютировал в чемпионате 3 сентября 2023 года в матче против «Слуцка». Провёл за сезон всего лишь 3 игры за основной состав клуба, по итогу сезона закрепившись в высшем дивизионе.